# Massaker von Garadaghli
Das Massaker von Garadaghli wurde gleich zu Beginn aktiver bewaffneter Auseinandersetzungen im Bergkarabachkonflikt und unmittelbar vor dem Massaker von Chodschali am 17. Februar 1992 im Dorf Garadaghli der Stadt Martuni (Xocavənd) von armenischen Einheiten gegen aserbaidschanische Zivilisten verübt.

## Angriffe ab 1991
Mit zunehmender Eskalation in der umkämpften Bergkarabach-Region verschlechterte sich die Sicherheitslage des aserbaidschanisch besiedelten Dorfes Garadaghli westlich der Stadt Martuni bereits ab Frühling 1991. Im Juni desselben Jahres wurde die mit der Zeit in die Einkesselung geratene Ortschaft zur Zielscheibe von Angriffen armenischer Einheiten, die in der Ermordung von sechs Dorfbewohnern mündete.

## Eroberung und das anschließende Massaker
Am 17. Februar 1992 brachten gut bewaffnete und zahlenmäßig überlegene armenische Milizen das Dorf nach fast elfstündiger Schlacht vollständig unter ihre Kontrolle. Die russische Nachrichtenagentur ITAR-TASS berichtet unter Berufung auf die Angaben der Volksfrontpartei Aserbaidschans über mehr als 20 Getötete und 15 Verwundete bei der Erstürmung des Dorfes durch bewaffnete armenische Kämpfer, die die verbliebenen Ortsbewohner anschließend in einen nahegelegenen Wald in die Flucht trieben. Gemäß den aserbaidschanischen Angaben brachten armenische Einheiten mehr als 80 Zivilisten um und nahmen 117 weitere gefangen. Im Zusammenhang mit der Eroberung der aserbaidschanischen Dörfer Guschtschular (nahe Şuşa) und Agdaban geht der schwedische Südkaukasusexperte Svante E. Cornell von insgesamt 99 Ermordeten und 140 Verletzten aus.
Markar Melkonian, Bruder von Monte Melkonian, einem der bekanntesten Anführer der paramilitärischen armenischen Untergrundorganisation ASALA (in einigen Quellen wird sie als Guerilla-, in anderen als Terrororganisation eingestuft) beschreibt in seinem Buch „My Brother’s Road: An American’s Fateful Journey to Armenia“ die Tötungsszenen der aserbaidschanischen Bewohner von Garadaghli. Ihm zufolge brachten die Kämpfer von „Arabo“ und „Aramo“ (freiwillige armenische Milizen, die meist aus Libanon und Syrien stammten) 38 aserbaidschanische Gefangenen, darunter mehrere Frauen und andere Nichtkombattanten, in einen Graben am Rande des Dorfes zusammen. Die Arabo und Aramo-Mitglieder, die schon am Tag zuvor den Tod eines anderen Kameraden „rächen“ wollten, „begannen, ihre Gefangenen niederzustechen und zu erschießen“, bis sie alle tot waren. Einer der armenischen Kämpfer soll mehrere verwundete aserbaidschanische Soldaten mit Benzin übergossen und bei lebendigem Leib angezündet haben. Laut Melkonian wurden binnen zwei Tagen insgesamt 53 Aserbaidschaner in und um Garadaghli massakriert.